# Manuel Sanchís Martínez
Manuel Sanchís Martínez (Alberique, 26 de março de 1938 — Madrid, 28 de outubro de 2017) foi um futebolista e treinador espanhol, atuava como Lateral-esquerdoe Lateral-direito. Ele fez sucesso no Real Madrid. Ele jogou em 213 jogos na Liga ao longo de dez temporadas. Ele jogou pela Seleção Espanhola de Futebol durante quase dois anos e jogou a Copa do Mundo de 1966. Seu filho Manolo Sanchís também fez história nos Merengues.

## Carreira
Sanchís nasceu em Alberic, Valência. Durante sua carreira, ele representou o CD Condal, o Real Valladolid, o Real Madrid e o Córdoba CF.
Ele foi membro dos mais bem sucedidos times do Real Madrid em meados dos anos 60 que conquistou quatro campeonatos da Liga em cinco anos, ganhando também a Liga dos Campeões de 1965-66 (nesta competição, ele fez 35 jogos com a camisa do Real Madrid).

## Na Seleção
Manuel Sanchís  fez parte do elenco da Seleção Espanhola de Futebol da Copa do Mundo de 1962. Ele fez três partidas e um gol frente a Suíça, no empate em 1-1.

## Carreira como Técnico
Depois de se aposentar, Sanchís começou a trabalhar como treinador. Depois de começar com os jovens do Real Madrid, ele também treinou o CD Tenerife na segunda divisão antes de assumir o comando da seleção nacional da Guiné Equatorial.
À medida que a nação estava imersa em uma situação que levaria ao golpe de Estado contra Francisco Macías Nguema, as instalações esportivas do país sofreram uma profunda falta de investimento, e Sanchís finalmente deixou seu posto e retornou ao seu país.

## Morte
Sanchís morreu em 28 de outubro de 2017 em Madri aos 79 anos, de embolia pulmonar .  

## Títulos
Real Madrid 
- La Liga: 1964-65, 1966-67, 1967-68 e 1968-69
- Copa del Rey: 1969-70
- Liga dos Campeões: 1965–66